# 임도완
임도완은 대한민국의 텔레비전 드라마 작가이다. 

## 드라마
- 2023년 채널 A 미니시리즈 《가면의 여왕》 ... 집필